# Aéroport de Shaybah
 (mars 2023).
Si vous disposez d'ouvrages ou d'articles de référence ou si vous connaissez des sites web de qualité traitant du thème abordé ici, merci de compléter l'article en donnant les références utiles à sa vérifiabilité et en les liant à la section « Notes et références ».
L'aéroport de Shaybah est un petit aérodrome situé dans le complexe pétrolier isolé de Shaybah, dans le sud de la province orientale de l'Arabie saoudite.

## Historique
La compagnie pétrolière nationale saoudienne Saudi Aramco, propriétaire, l'exploite comme soutien logistique dans cette zone désertique, avec des appareils Boeing 737, avec des vols réguliers de/vers Dammam, capitale et plus grande ville de la province.

## Installations
L'aéroport dispose d'une piste asphaltée (2440 m * 27 m), et d'une ancienne piste non asphaltée et plus utilisée. 
Un parking est situé à l'extérieur du terminal.